# NetFront

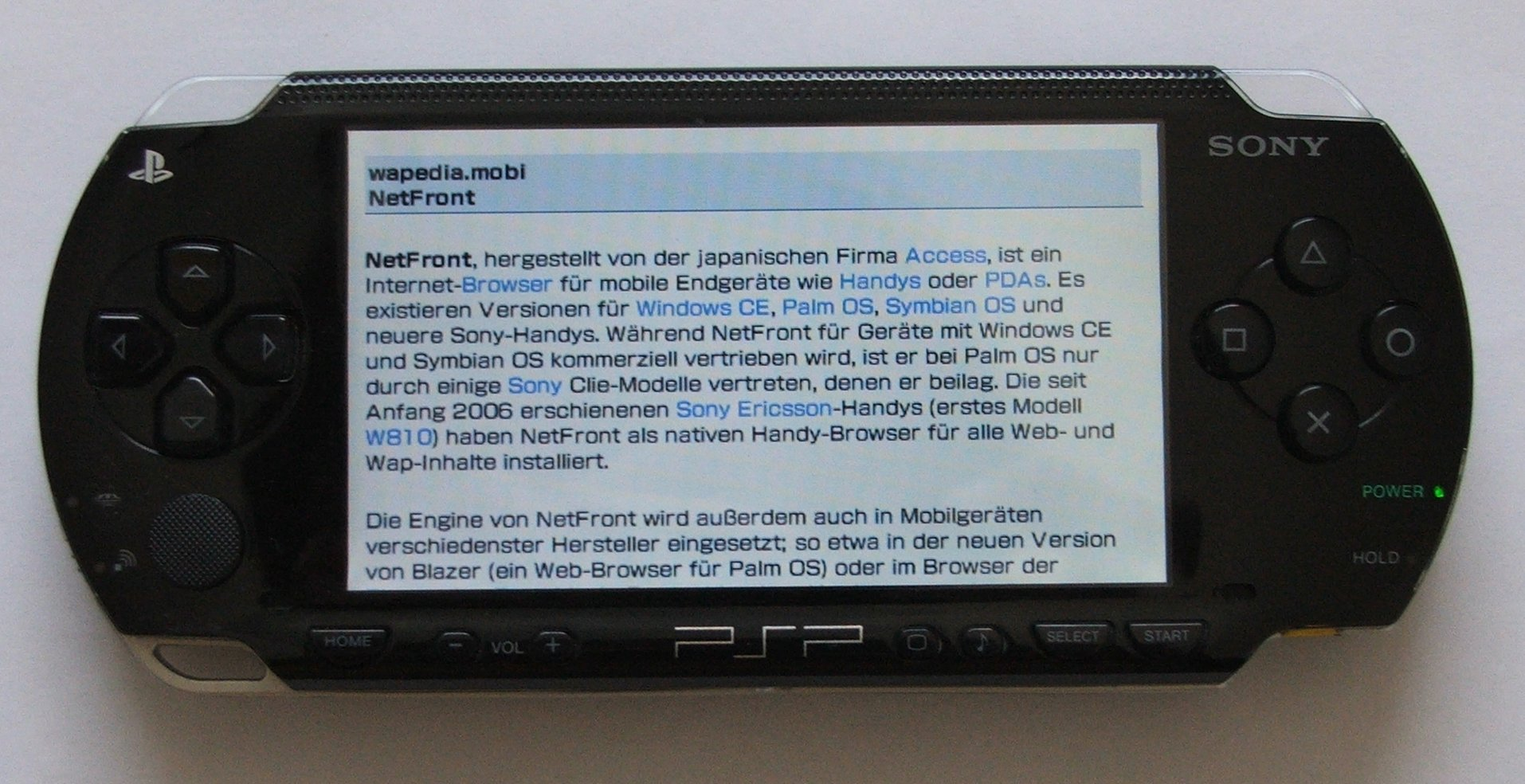
PSP使用NetFront作為網頁瀏覽器

NetFront為日本軟體公司愛可信的主要產品之一，開發目的主要是專門用於嵌入式設備上的網路瀏覽器。

## 概況
NetFront是為了日本行動電話（NTT DoCoMo、軟體銀行行動）、PDA、遊樂器和机顶盒的網路瀏覽需求，由愛可信和Adobe共同開發而成，採用模組化的方式，只安裝最必要的功能，同時也將Adobe Reader LE和Adobe Flash Player移植於其上。
愛可信因應不同的設備需求，發表了針對智慧型手機的NetFront Life Browser和針對其他嵌入式設備的NetFront Browser NX。這兩種瀏覽器是以WebKit排版引擎為基礎發展而來，可以在大多數的行動作業系統上運作。

## 網路標準支援
- HTML 4.01、XHTML 1.1（含Mobile Profile）、cHTML、XHTML Mobile Profile 1.2、WML 1.3、SVGT-1.2、SMIL 2.1、RSS feed（RSS 0.9/0.91/0.92/1.0/2.0、Atom 0.3/1.0）、部份的HTML5標準
- CSS 1、CSS 2.1、對應CSS 3的部份標準、CSS MP 1.1
- ECMAScript Mobile Profile
- ECMAScript 262 3rd Edition（功能上等同JavaScript 1.5）
- DOM Level1、Level2、動態HTML、Ajax（XMLHttpRequest）
- HTTP Cache
- HTTP 1.1
- Cookie
- SSL 2.0、3.0、TLS 1.0
- MHTML
- 支援IPv4/IPv6兩種TCP/IP通訊協定

## 目前搭載NetFront的設備
- 索尼的家用遊樂器PlayStation 3[3]
- 索尼的家用遊樂器PlayStation 4
- 索尼的家用遊樂器PlayStation Vita TV
- 索尼的掌上型遊樂器PSP
- 索尼的掌上型遊樂器PlayStation Vita
- 任天堂的Wii U（但不支援Flash）[4]
- 任天堂的3DS（但不支援Flash）[5][6]
- 部分行動電話[7]、PHS
- PalmOS、Windows CE的PDA

## 外部連結
- 官方網站（页面存档备份，存于）